# Clinica Chimica Acta
Clinica Chimica Acta mit dem Untertitel International Journal of Clinical Chemistry ist eine peer reviewte medizinische Fachzeitschrift für die Themengebiete Klinische Chemie und Labormedizin.

## Abstracts und Datenbanken
Abstracts der Beiträge aus der Zeitschrift sind recherchierbar in den Datenbanken BIOSIS, Chemical Abstracts, Clinical Chemistry Lookout, Current Clinical Chemistry, Current Contents/Life Sciences, EMBASE, EMBiology, FRANCIS, Index Chemica, Informedicus, MEDLINE, PASCAL, Reference Update und Scopus.